# كرنب لارؤيسي
تشير مجموعة الكرنب اللَارُؤَيْسِيّ أو الكرنب اللَارُوَيْسِيّ (الاسم العلمي: Brassica oleracea var. acephala) إلى أي نوع من جنس الكرنب الذي ينمو بدون "الرأس" المركزي النمطي للعديد من أنواع الكرنب. تُصنَّف ضمن الأنواع نوع الكرنب، مثل الكرنب الأجعد. الاسم يعني حرفيًا "بدون رأس" على عكس تلك الضروب المعروفة باسم capitata التي تعني "برأس". تضم هذه المجموعة عددًا من الأنواع البرية والمزروعة، والتي يُزرع الكثير منها من أجل أوراقها وأزهارها الصالحة للأكل.